# Odontocerum
Odontocerum is een geslacht van schietmotten van de familie Odontoceridae.

## Soorten
- O. albicorne (Scopoli, 1763)
- O. hellenicum H Malicky, 1972
- O. lusitanicum H Malicky, 1975